# Hornchurch F.C.
Hornchurch FC là một câu lạc bộ bóng đá có trụ sở tại Upminster, Anh. Đội bóng hiện thi đấu tại Isthmian League Premier Division và có sân nhà tại Sân vận động Hornchurch.

## Danh hiệu
- FA Trophy
  - Nhà vô địch mùa giải 2020–21[1]
- Isthmian League
  - Nhà vô địch Division One North các mùa giải 2006–07, 2017–18[2]
- Athenian League
  - Nhà vô địch Division One mùa giải 1966–67
- Essex Senior Football League
  - Nhà vô địch mùa giải 2005–06[3]
  - Nhà vô địch League Cup mùa giải 2005–06[3]
  - Nhà vô địch Gordon Brasted Memorial Trophy mùa giải 2005–06[3]
- Romford League
  - Nhà vô địch mùa giải 1945–46[3]
- Essex Junior Cup
  - Nhà vô địch mùa giải 1945–46[3]

## Thống kê
- Thành tích tốt nhất tại FA Cup: Vòng hai mùa giải 2003–04[4]
- Thành tích tốt nhất tại FA Trophy: Vô địch mùa giải 2020–21[4]
- Thành tích tốt nhất tại FA Vase: Vòng năm mùa giải 1974–75[4]